# Eleições estaduais em Mato Grosso em 1962
As eleições estaduais em Mato Grosso em 1962 ocorreram em 7 de outubro como parte das eleições em 22 estados e nos territórios federais do Amapá, Rondônia e Roraima. Foram eleitos os senadores Filinto Müller e Vicente Bezerra Neto, além de oito deputados federais e trinta deputados estaduais.
O senador mais votado foi Filinto Müller. Natural de Cuiabá, migrou para o Rio de Janeiro e entrou na Escola Militar do Realengo. Acusado de participar da Revolta dos 18 do Forte de Copacabana foi preso e ao fim da pena foi transferido para Campo Grande. Partícipe da Revolta Paulista de 1924 exilou-se na Argentina por três anos e foi preso ao voltar ao Brasil sendo libertado via habeas corpus e lotado no Ministério da Guerra. Vitoriosa a Revolução de 1930, foi assessor do ministro José Fernandes Leite de Castro e do interventor paulista, João Alberto Lins de Barros até voltar ao Rio de Janeiro onde assumiu a chefia de polícia do Distrito Federal e nela permaneceu até o fim da Era Vargas. Leal ao presidente deposto, filiou-se ao PSD e mesmo derrotado nas eleições para senador em 1945 e governador em 1950 e 1960, tornou-se o senador recordista de mandatos por Mato Grosso ao conquistar o terceiro mandato este ano, ele que vencera as eleições de 1947 e 1954.
A disputa pela segunda vaga foi decidida por estreita margem e nesse embate a cadeira de senador acabou entregue ao advogado e jornalista Vicente Bezerra Neto. Cearense de Lavras da Mangabeira, ele se formou pela Universidade Federal do Ceará e chegou a Corumbá em 1939 exercendo as funções de defensor público e promotor de justiça. Eleito deputado estadual em 1950, 1954 e 1958, chegou a presidir a Assembleia Legislativa de Mato Grosso. Ao vencer esta eleição tornou-se o primeiro senador mato-grossense filiado ao PTB, legenda à qual sempre militou.

## Resultado da eleição para senador
Os números a seguir têm por fonte os arquivos do Tribunal Superior Eleitoral que informa a apuração de 286.804 votos nominais.
| Candidatos a senador da República | Candidatos a suplente de senador | Número | Coligação                                                        | Votação | Percentual |
| --------------------------------- | -------------------------------- | ------ | ---------------------------------------------------------------- | ------- | ---------- |
| Filinto Müller PSD                | Humberto Neder PSD               | -      | Aliança Democrática Social Trabalhista de Mato Grosso (PSD, PTB) | 86.098  | 30,02%     |
| Vicente Bezerra Neto PTB          | Gastão Müller PTB                | -      | Aliança Democrática Social Trabalhista de Mato Grosso (PSD, PTB) | 69.396  | 24,20%     |
| João Vilas Boas UDN               | João Fragelli UDN                | -      | UDN (sem coligação)                                              | 67.312  | 23,47%     |
| Castro Pinto UDN                  | João Moreira de Barros UDN       | -      | UDN (sem coligação)                                              | 63.998  | 22,31%     |
| Fontes:                           |                                  |        |                                                                  |         |            |

## Deputados federais eleitos
São relacionados os candidatos eleitos com informações complementares da Câmara dos Deputados.

Representação eleita
  UDN: 4
  PSD: 3
  PTB: 1

| Deputados federais eleitos | Partido | Votação | Percentual | Cidade onde nasceu | Unidade federativa |
| João Ponce de Arruda       | PSD     | 22.551  | 12,10%     | Cuiabá             | Mato Grosso        |
| Wilson Fadul               | PTB     | 22.070  | 11,84%     | Valença            | Rio de Janeiro     |
| Wilson Martins             | UDN     | 21.969  | 11,79%     | Campo Grande       | Mato Grosso do Sul |
| Saldanha Derzi             | UDN     | 17.969  | 9,64%      | Ponta Porã         | Mato Grosso do Sul |
| Ítrio Correia da Costa     | UDN     | 16.220  | 8,70%      | Cuiabá             | Mato Grosso        |
| Filadelfo Garcia           | PSD     | 15.482  | 8,31%      | Coxim              | Mato Grosso do Sul |
| Rachid Mamed               | PSD     | 10.744  | 5,76%      | Cuiabá             | Mato Grosso        |
| Edson Garcia               | UDN     | 7.713   | 4,14%      | Cáceres            | Mato Grosso        |
| Fontes:                    |         |         |            |                    |                    |

## Deputados estaduais eleitos
Estavam em jogo 30 cadeiras na Assembleia Legislativa de Mato Grosso e elas foram assim distribuídas: treze para a UDN, nove para o PSD, sete para o PTB e uma para o PSP.

Representação eleita
  UDN: 13
  PSD: 9
  PTB: 7
  PSP: 1

Fonteː
| Deputados estaduais eleitos   | Partido | Votação | Percentual | Cidade onde nasceu          | Unidade federativa |
| Vivaldi de Oliveira           | PTB     | 4.592   |            | Dourados                    | Mato Grosso do Sul |
| Wilson Loureiro de Oliveira   | UDN     | 4.514   |            | Nova Xavantina              | Mato Grosso        |
| Alexandrino Marques           | UDN     | 4.383   |            | Guiratinga                  | Mato Grosso        |
| Manoel José de Arruda         | UDN     | 4.370   |            | Guarantã do Norte           | Mato Grosso        |
| Manoel de Oliveira Lima       | UDN     | 4.307   |            | Sorriso                     | Mato Grosso        |
| Milton Figueiredo             | UDN     | 3.831   |            | Barão de Melgaço            | Mato Grosso        |
| Antônio Alves Duarte          | UDN     | 3.609   |            | Dourados                    | Mato Grosso do Sul |
| Augusto Mário Vieira          | UDN     | 3.489   |            | Cuiabá                      | Mato Grosso        |
| Emanuel Pinheiro              | PSD     | 3.418   |            | Cuiabá                      | Mato Grosso        |
| Valdevino Rodrigues Guimarães | PSD     | 3.383   |            | Sapezal                     | Mato Grosso        |
| Luiz Gonzaga Del Nero         | PSD     | 3.245   |            | Vila Rica                   | Mato Grosso        |
| Valdon Varjão                 | PTB     | 3.185   |            | Cariús                      | Ceará              |
| Ermírio Leal Garcia           | UDN     | 3.156   |            | Paranaíba                   | Mato Grosso do Sul |
| Edil Ferraz                   | PSD     | 3.117   |            | Paranaíba                   | Mato Grosso do Sul |
| Francisco Leal de Queiroz     | PSD     | 3.030   |            | Paranaíba                   | Mato Grosso do Sul |
| Antônio Alves Corrêa Filho    | UDN     | 2.864   |            | Jaciara                     | Mato Grosso        |
| Rômulo do Amaral              | PSP     | 2.854   |            | Corumbá                     | Mato Grosso do Sul |
| Luthero Lopes                 | PSD     | 2.839   |            | Rondonópolis                | Mato Grosso        |
| Licinio Monteiro da Silva     | PSD     | 2.836   |            | Nossa Senhora do Livramento | Mato Grosso        |
| Nelson Ramos de Almeida       | UDN     | 2.813   |            | Cuiabá                      | Mato Grosso        |
| Renê Barbour                  | PTB     | 2.796   |            | São José do Rio Preto       | São Paulo          |
| Walderson Moraes Coelho       | PTB     | 2.729   |            | Torixoréu                   | Mato Grosso        |
| Ubaldo Barém                  | UDN     | 2.699   |            | Ponta Porã                  | Mato Grosso do Sul |
| Edward Reis Costa             | UDN     | 2.654   |            | Lucas do Rio Verde          | Mato Grosso        |
| Oscar Soares                  | UDN     | 2.612   |            | Água Boa                    | Mato Grosso        |
| Weimar Torres                 | PSD     | 2.559   |            | Ponta Porã                  | Mato Grosso do Sul |
| Carlos Souza Medeiros         | PTB     | 2.324   |            | Anastácio                   | Mato Grosso do Sul |
| Francisco de Barros Por Deus  | PTB     | 2.211   |            | Mirassol d'Oeste            | Mato Grosso        |
| Agápito de Paula Boeira       | PTB     | 2.120   |            | Tangará da Serra            | Mato Grosso        |
| Ranulfo Leal                  | PSD     | 2.087   |            | Três Lagoas                 | Mato Grosso do Sul |
| Fontes:                       |         |         |            |                             |                    |